# Eric García (piłkarz)
Eric García Martret (ur. 9 stycznia 2001 w Barcelonie) – hiszpański piłkarz, występujący na pozycji obrońcy w hiszpańskim klubie FC Barcelona. W trakcie swojej kariery grał także w Manchesterze City oraz Gironie.

## Kariera klubowa

### Początki
García rozpoczynał karierę od gry w FC Barcelonie, w której grał do 2017, kiedy to przeszedł do Manchesteru City. Podczas gry w juniorach Manchesteru był kapitanem zespołów U-18 oraz U-19.

### Manchester City
W barwach angielskiego klubu zadebiutował 18 grudnia 2018 w meczu Pucharu Ligi Angielskiej z Leicester City. 21 września zadebiutował w Premier League w wygranym 8:0 meczu z Watford. 

### Powrót do Barcelony
1 czerwca 2021 ogłoszono przejście Garcíi do FC Barcelony, z którą podpisał pięcioletni kontrakt, w którym zawarto klauzulę wykupu wynoszącą 400 mln euro. 15 sierpnia zadebiutował w klubie, rozgrywając mecz Primera División z Realem Sociedad (4:2).

## Kariera reprezentacyjna
W seniorskiej reprezentacji Hiszpanii zadebiutował 6 września 2020 w meczu Ligi Narodów z reprezentacją Ukrainy (4:0). 

## Statystyki

### Klubowe
(aktualne na 25 maja 2025)
| Klub               | Sezon              | Liga               | Liga  | Liga   | Puchar kraju | Puchar kraju | Puchar ligi | Puchar ligi | Europa | Europa | Inne  | Inne   | Razem | Razem  |
| Klub               | Sezon              | Liga               | Mecze | Bramki | Mecze        | Bramki       | Mecze       | Bramki      | Mecze  | Bramki | Mecze | Bramki | Mecze | Bramki |
| ------------------ | ------------------ | ------------------ | ----- | ------ | ------------ | ------------ | ----------- | ----------- | ------ | ------ | ----- | ------ | ----- | ------ |
| Manchester City    | 2018/2019          | Premier League     | 0     | 0      | 0            | 0            | 3           | 0           | 0      | 0      | 0     | 0      | 3     | 0      |
| Manchester City    | 2019/2020          | Premier League     | 13    | 0      | 2            | 0            | 3           | 0           | 2      | 0      | 0     | 0      | 20    | 0      |
| Manchester City    | 2020/2021          | Premier League     | 6     | 0      | 2            | 0            | 1           | 0           | 3      | 0      | –     | –      | 12    | 0      |
| Manchester City    | Ogólnie            | Ogólnie            | 19    | 0      | 4            | 0            | 7           | 0           | 5      | 0      | 0     | 0      | 35    | 0      |
| FC Barcelona       | 2021/2022          | Primera División   | 26    | 0      | 1            | 0            | –           | –           | 9      | 0      | 0     | 0      | 36    | 0      |
| FC Barcelona       | 2022/2023          | Primera División   | 24    | 1      | 3            | 0            | –           | –           | 4      | 0      | 1     | 0      | 32    | 1      |
| FC Barcelona       | 2023/2024          | Primera División   | 2     | 0      | 0            | 0            | –           | –           | 0      | 0      | 0     | 0      | 2     | 0      |
| FC Barcelona       | 2024/2025          | Primera División   | 29    | 2      | 6            | 1            | –           | –           | 9      | 2      | 1     | 0      | 45    | 5      |
| FC Barcelona       | Ogólnie            | Ogólnie            | 81    | 3      | 9            | 1            | 0           | 0           | 22     | 2      | 2     | 0      | 114   | 6      |
| Girona FC (wyp.)   | 2023/2024          | Primera División   | 32    | 5      | 2            | 0            | –           | –           | –      | –      | –     | –      | 34    | 5      |
| Ogólnie w karierze | Ogólnie w karierze | Ogólnie w karierze | 134   | 8      | 16           | 1            | 7           | 0           | 27     | 2      | 2     | 0      | 186   | 11     |

### Reprezentacyjne
(aktualne na 17 listopada 2022)
| Reprezentacja | Rok     | Mecze | Bramki |
| ------------- | ------- | ----- | ------ |
| Hiszpania     | 2020    | 4     | 0      |
| Hiszpania     | 2021    | 10    | 0      |
| Hiszpania     | 2022    | 5     | 0      |
| Łącznie       | Łącznie | 19    | 0      |

## Sukcesy

### Manchester City
- Mistrzostwo Anglii: 2020/2021
- Puchar Ligi Angielskiej: 2019/2020
- Tarcza Wspólnoty: 2019

### FC Barcelona
- Mistrzostwo Hiszpanii: 2022/2023, 2024/2025
- Superpuchar Hiszpanii: 2022/2023, 2024/2025
- Puchar Króla: 2024/2025

### Reprezentacyjne
- Mistrzostwo Europy U-17: 2017
- Wicemistrzostwo świata U-17: 2017
- Mistrzostwo Europy U-19: 2019